# (613490) 2006 RJ103
2006 RJ103 es la designación provisional de un troyano de Neptuno descubierto por el SDSS Colaboration en 2006. Fue el quinto cuerpo de este tipo en ser descubierto. Tiene el mismo período orbital que Neptuno y sus órbitas se encuentran en el punto lagrangiano L4, aproximadamente 60 grados al frente de Neptuno
Con una magnitud absoluta de 7,5,  tiene un diámetro que va desde 85 a 190 km.